# SSV-33 Ural
La SSV-33 Ural fu la sola nave del progetto 1941 Titan costruita. Si trattava di una nave comando a propulsione nucleare, con caratteristiche tali da renderla unica al mondo. Ricevette il nome in codice NATO di classe Kapusta (cavolo, in riferimento alla grande cupola radar sulle sovrastrutture). A causa dei suoi alti costi, ebbe una vita operativa brevissima.

## Sviluppo
La designazione originaria di questa nave era Progetto 1153 Orel, e doveva essere la prima unità di una nuova classe di portaerei a propulsione nucleare. Lo scafo utilizzato fu quello degli incrociatori classe Kirov, che era già collaudato. La costruzione iniziò nel maggio 1981 nel cantiere navale di Baltisky, vicino a San Pietroburgo. Lo scafo venne varato nel maggio 1983. Tuttavia, ci si rese presto conto che la nave era troppo corta per servire da portaerei, ed il sistema di catapulte che avrebbe dovuto montare si rivelò totalmente inefficace. Si decise quindi di completarla come nave comando, e venne quindi rinominata progetto 1941. L'intelligence occidentale, durante la costruzione, diede all'unità la designazione provvisoria di BAL-AUX-2 (Baltic Auxiliary). La nave, con la nuova denominazione, iniziò le prove in mare nel 1987 ed entrò in servizio il 30 dicembre 1988. La designazione ufficiale era di Sudno Svjazi (vascello per comunicazioni).

## Tecnica
La SSV-33 era dotata di sistemi elettronici molto avanzati, tanto da poter svolgere praticamente qualunque compito riguardante la guerra elettronica. Imbarcava un'enorme varietà di strumentazione, che la rendeva in grado di svolgere, oltre al ruolo di nave comando della Flotta del Pacifico (suo compito primario), anche compiti di spionaggio elettronico, comunicazione e sorveglianza. Per permetterle di elaborare con più rapidità ed efficienza le informazioni, fu dotata di una strumentazione informatica molto avanzata per l'epoca, che le permetteva di elaborare dati quasi in tempo reale. Inoltre, era in grado di seguire e tracciare la traiettoria dei missili balistici intercontinentali, di dirigere e supportare operazioni (umane e non) nello spazio. La propulsione era assicurata da due reattori modello OK-900 da 171 MW l'uno (gli stessi imbarcati sugli incrociatori classe Kirov e sui rompighiaggio atomici classe Arktika), che alimentavano quattro turboalberi per la potenza complessiva di 75000 hp.

L'armamento era composto esclusivamente da cannoni (2 da 76 mm/cal. 59 e 4 AK-630 da 30 mm) e mitragliatrici (4 da 12 mm), mentre a disposizione dell'equipaggio erano presenti missili spalleggiabili SA-N-5, del tutto identici agli SA-7 terrestri.

## Il servizio
Questa nave, munita di un'avanzata dotazione elettronica, era stata progettata principalmente come nave comando da impiegare principalmente nella Flotta del Pacifico, ma era in grado di essere utilizzata anche come nave per comunicazioni, per seguire e tracciare la traiettoria dei missili balistici e per supportare missioni spaziali.

Tuttavia, questa nave aveva il grande limite di avere dei costi operativi altissimi, che si rivelarono eccessivi perfino per l'Unione Sovietica. Infatti, il suo servizio operativo durò appena un anno: già nel 1989 fu posta in riserva, e non prese mai più il mare. In seguito, è stata a lungo utilizzata come centrale nucleare galleggiante: i suoi potenti reattori da 171 MW l'uno infatti furono usati fino al 2001 per dare energia alle strutture del complesso militare di Bol'šoj Kamen', sulla costa dell'oceano Pacifico.

## Il destino
Nel 2001 la nave fu decomissionata dopo due incendi che lasciarono la nave solo con i suoi reattori e generatori diesel ausiliari, lungo il corso dei 2010, la superstruttura della nave fu rimossa, per poi essere totalmente rottamata nel 2018..